# 各務原勤労会館
各務原勤労会館（かかみがはらきんろうかいかん）は、岐阜県各務原市那加雲雀町にある各務原市が運営する公共施設。

## 概要
勤労者の福祉向上を図るために設置された各務原市の福祉施設であり、条例での正式名称は「各務原共同福祉施設各務原勤労会館」。現在は商工業振興施設として使用されている。

## 施設概要

### 1階
- 和研修室
- 会議室1
- 会議室2

### 2階
- 大研修室
- 調理室
- 小会議室

## アクセス

### 道路
- 国道21号（那加バイパス）「三井東町」交差点より北へ。

### 公共交通機関
- 名鉄各務原線 市民公園前駅下車、徒歩で約5分。
- 各務原市ふれあいバス：那加・蘇原・稲羽・川島線「各務原市役所前駅」バス停下車、徒歩で約7分。

## 周辺施設
- 名鉄各務原線 市民公園前駅
- 各務原市立中央図書館
  - 各務原市埋蔵文化財調査センター
  - 各務原市歴史民俗資料館
- 各務原市民公園
- 学びの森
- KAKAMIGAHARA PARK BRIDGE
- 各務原市立那加第二小学校
- 各務原市立那加中学校
- 各務原市立各務原特別支援学校
- 各務原市那加福祉センター
- 複合施設「TOUAMACHI KAIKAN」（旧各務原市東亜町会館）[2]